# Andrzej Kunisz
Andrzej Jan Kunisz (ur. 12 sierpnia 1932 w Przemyślu, zm. 25 listopada 1998) – polski historyk starożytności, numizmatyk, profesor nauk humanistycznych, nauczyciel akademicki Wydziału Nauk Społecznych Uniwersytetu Śląskiego w Katowicach, specjalista w zakresie dziejów starożytnego Rzymu.

## Życiorys
Urodził się w rodzinie Tadeusza (ur. 1896), majora artylerii Wojska Polskiego, poległego w kampanii wrześniowej 1939. Siostra Danuta Kunisz była profesorem fizyki UJ.
W 1955 ukończył studia historyczne na Uniwersytecie Jagiellońskim w Krakowie. Pracę dyplomową na temat powstania Spartakusa przygotował pod kierunkiem prof. Ludwika Piotrowicza. Na tej samej uczelni na podstawie napisanej pod kierunkiem prof. Józefa Wolskiego pracy pt. Chronologia napływu pieniądza rzymskiego na ziemie Małopolski uzyskał w 1965 stopień doktora nauk humanistycznych. W 1971 na podstawie dorobku naukowego oraz rozprawy pt. Obieg monetarny w Cesarstwie Rzymskim w latach 214/215–38 n.e. nadano mu w Uniwersytecie Jagiellońskim stopień doktora habilitowanego. W 1982 nadano mu tytuł profesora nadzwyczajnego nauk humanistycznych, a w 1989 tytuł profesora zwyczajnego nauk humanistycznych.
Pracę zawodową rozpoczął jako wychowawca w Państwowym Domu Dziecka w Tarnowie. Później był zatrudniony w Powiatowym Archiwum Państwowym w Tarnowie oraz w Zakładzie Numizmatyki Instytutu Historii Kultury Materialnej Polskiej Akademii Nauk w Krakowie. Prowadził zajęcia w Uniwersytecie Jagiellońskim. W 1969 został nauczycielem akademickim w Instytucie Historii Uniwersytetu Śląskiego w Katowicach w Zakładzie Historii Starożytnej i Średniowiecznej. W 1975 został kierownikiem tego zakładu. Był prodziekanem Wydziału Humanistycznego, wicedyrektorem i dyrektorem Instytutu Historii UŚ.
Opublikował m.in. dzieła: Wojny a pieniądz. Z badań nad obiegiem srebrnej monety na wschodnim pograniczu Imperium Rzymskiego w epoce Sewerów (193–235) (1998), Udział Ziemi Tarnowskiej w Powstaniu Styczniowym.
Był członkiem Zarządu Głównego Polskiego Towarzystwa Archeologicznego i Numizmatycznego (1975–1987), wiceprzewodniczącym Zarządu Głównego Polskiego Towarzystwa Historycznego (1988–1994), wiceprzewodniczącym Komitetu Nauk o Kulturze Antycznej Polskiej Akademii Nauk (1993–1995), członkiem korespondentem Polskiej Akademii Umiejętności w Krakowie.
Jego żoną była Irena Kunisz, nauczycielka, absolwentka studiów historycznych na Uniwersytecie Jagiellońskim (dyplom u prof. Romana Grodeckiego).
Zmarł 25 listopada 1998. Został pochowany na Centralnym Cmentarzu Komunalnym w Katowicach.

## Odznaczenia
- Złoty Krzyż Zasługi (1979)
- Medal Komisji Edukacji Narodowej (1979)
- Złoty Medal Francuskiego Towarzystwa Numizmatycznego (1989)
- Krzyż Kawalerski Orderu Odrodzenia Polski (1990)[1]